# Микио Јахара
Микио Јахара (1947.-) је легендарни и контроверзни јапански шотокан карате експерт и главни инструктор Каратеномичи Светске Федерације. На борилишту, најпознатији је по свом извођењу Унсу (рука од облака) кате; а ван њега по пребијању 34 чимпире (јакузе нижег нивоа) у тучи.
Након што је дипломирао на Универзитет Кокушикану, постао је Кеншусеи, или млађи инструктор, у Јапанској Карате Асоцијацији.
Као инструктор на Јапанској Карате Асоцијацији, Јахара је био жесток борац, а имао је богату такмичарску каријеру која је трајала читаву деценију од 1974-84. године. Ипак, за многе у карате свету он је најпознатији по свом извођењу Унсу кате. Каратеномичи Светска Федерација је традиционална шотокан карате асоцијација посвећена развоју техничких вештина. Коначно, циљ каратеа је бити способан да се заустави, онеспособи или убије нападач користећи руке и ноге. Микио Јахара је посветио живот настојању да буде у стању да уништи противника са једним смртоносним ударцем. Са 59 година, полагао је за 8. дан и са једним ударцем поломио три ребра свом противнику.
Освојио је много великоих турнира широм света, стварајући себи име. Познат по свом држању налик на леопарда, естетским скочним техникама и адаптацијама, фасцинирао је каратеке широм света са својим јединствени карате стилом.
Упознао је Јоши Јамамотоа, поштоваоца његовог „смртононог ударца“, и у априлу 2000. године основао Каратеномичи Светску Федерацију како би даље развијао своју идеју каратеа. Концепт иза Каратеномичи Светске Федерације јесте да је суштина каратеа техника, и да је то оно одакле карате почиње.